# Hale (gruppo musicale)
Gli Hale sono un gruppo alternative rock filippino formatosi nel 2004 e originario di Manila. Il gruppo è rimasto attivo fino al 2010 prima di riunirsi nel 2015.

## Formazione

### Formazione attuale
- Champ Lui Pio - voce, chitarra
- Roll Martinez - chitarra, cori
- Sheldon Gellada - basso, cori
- Paolo Santiago - batteria percussioni (dal 2008)

### Ex componenti
- Omnie Saroca - batteria, percussioni (2004-2008)

## Discografia

### Album studio
- 2005 - Hale
- 2006 - Twilight
- 2008 - Above, Over and Beyond
- 2009 - Kundiman

### EP
- 2015 - Time and Space